# 亜硝酸アミル
亜硝酸アミル（あしょうさんアミル）は、主に狭心症等の心臓疾患に使われる薬品であり、薬理効果としては同じ強心剤のニトログリセリンや亜硝酸ナトリウムとほぼ同じとされている。またシアン化合物（シアン化カリウムなど）の解毒剤としても使用される。単に亜硝酸アミルといった場合、化学的には分子式 C5H11NO2 で表される亜硝酸エステルの異性体群を意味するが、医薬品として用いられるのは亜硝酸イソアミル（示性式 (CH3)2CHCH2CH2ONO）である。これは、亜硝酸イソペンチル (isopentyl nitrite) とも別称される。毒物及び劇物取締法により劇物に指定されている。平成19年に指定薬物に指定されている。

## 解毒剤としての使用
シアン化物の解毒剤としては、この薬品が気化しやすいことを利用して吸い込ませる方法が主にとられる。15秒おきに15秒間かがせることを、5回繰り返すことにより、亜硝酸アミルがヘモグロビンのヘム鉄のFe2+を酸化させてFe3+のメトヘモグロビンとなり、さらにシアンがメトヘモグロビンのFe3+と配位結合しシアンメトヘモグロビンとなることによって、動物ミトコンドリアの酸化型のシトクロム酸化酵素複合体(COX)のFe3+へのシアンの配位結合を防いで無毒化される。さらに、シアンメトヘモグロビンから徐々に解離するシアンと別に投与したチオ硫酸ナトリウムが結合してチオシアン酸になる。しかしながら、心筋梗塞急性期の場合に投与すると急激な血圧低下を招くことになる場合があるので使用することはできない。気化しやすい液体であるため、アンプル瓶に入れて保存される。また、引火性が強いため火気厳禁であり、毒劇物取締法上で劇物に指定されている。
硫化水素もシアン化物と同様のメカニズムの毒性を有するので、硫化水素の解毒剤として使用されることがある。

## 有機合成への使用
脂溶性を利用して、第一級アミンを有機溶媒系でジアゾ化、第二級アミンをN-ニトロソ化するために用いられる。
{\displaystyle {\ce {R-NH2\ + iso-C5H11ONO -> R-N2^+}}}
比較的安価な試薬であり、エステル交換反応により他の亜硝酸エステルの製造にも用いられる。亜硝酸アミルをメタノールに溶かして加温すると、気体の亜硝酸メチルが得られる。